# Bjørn Myrbakken
Bjørn Myrbakken (Fannrem, 15 de agosto de 1972) es un deportista noruego que compitió en salto en esquí. Ganó una medalla de oro en el Campeonato Mundial de Esquí Nórdico de 1993, en la prueba de trampolín grande por equipo.

## Palmarés internacional
| Campeonato Mundial | Campeonato Mundial | Campeonato Mundial | Campeonato Mundial |
| Año                | Lugar              | Medalla            | Prueba             |
| ------------------ | ------------------ | ------------------ | ------------------ |
| 1993               | Falun (Suecia)     | Medalla de oro     | TG por equipos     |